# Шиколенко, Наталья Ивановна
Ната́лья Ива́новна Шиколенко (1 августа 1964, Андижан — 15 мая 2025, Геленджик, Краснодарский край) — советская и белорусская легкоатлетка, специализировавшаяся в метании копья. Чемпионка мира и серебряный призёр Олимпийских игр. Заслуженный мастер спорта СССР (1992) и Республики Беларусь (1995). Лауреат премии «Белорусский спортивный Олимп» (2014).
Старшая сестра Татьяны Шиколенко. Мать и личный тренер легкоатлетки Анны Тарасюк.

## Спортивная карьера
На чемпионате мира по лёгкой атлетике 1987 года в Риме выбыла в квалификации. На Играх доброй воли 1990 года она победила, опередив свою сестру Татьяну Шиколенко. Год спустя на чемпионате мира 1991 года в Токио финишировала 11-й.
На Олимпийских играх 1992 года в Барселоне Шиколенко, выступая за Объединённую команду, в свой день рождения завоевала серебряную медаль с результатом 68,26 м, уступив немке Зильке Ренк всего 8 см.
На чемпионате мира 1993 года в Штутгарте финишировала третьей. 5 июня 1994 года в Севилье совершила самый дальний бросок в своей карьере, показав результат 71,40 м.
Наибольшего успеха добилась в 1995 году, выиграв чемпионате мира в Гетеборге с результатом 67,52 м, опередив занявшую второе место румынку Феличу Цилю более чем на два метра.
В завершение своей карьеры она финишировала 12-й на Олимпийских играх 1996 года в Атланте с результатом 58,54 м после броска на 62,32 м в квалификации.
В 1990 и 1991 годах выиграла чемпионат СССР, в 1992 году стала чемпионкой СНГ, а в 1993 году — чемпионкой Беларуси.
Тренировалась под руководством Мечислава Овсяника.
Умерла 15 мая 2025 года в возрасте 60 лет.